# ویتامین آ
ویتامین (A)  یکی از ویتامین‌های محلول در چربی است.
ویتامین‌های آ یا رتینول برای رشد بدن مخصوصاً در کودکان و کار صحیح دستگاه ایمنی و مخاط مثل مخاط روده و جلوگیری نقش دارد. 

## خواص و عملکرد ویتامین آ
از عفونت‌ها (بیماریهای میکروبی) بهبود بینایی افراد در نور کم مثل شب و حفظ سلامتی سطح چشم، دفاع از بدن و سلامتی پوست است. ویتامین A به شکل خالص در منابع گیاهی وجود ندارد، بلکه پیش سازهای آن یعنی کاروتن‌ها به اشکال مختلف در گیاهان وجود دارند. این ویتامین به ۳ فرم رتینول، رتینال و رتینوئیک اسید وجود دارد و در بدن ذخیره می‌شود و در سبزی‌ها موجود است. این ویتامین در گوجه و هویج بسیار زیاد است.
بر اثر کمبود این ویتامین فرد دچار ضخامت و خشک شدن قرنیه چشم می‌شود که به این بیماری گزروفتالمی (xerophthalmia) می‌گویند. اگر کمبود خیلی شدید شود فرد نابینا خواهد شد؛ ولی کمبود آن فرد را دچار شب کوری می‌کند.
ویتامین آ نقشی حیاتی در فعالیت سالم قلب و عروق بدن داشته و در تنظیم سالم فشار خون لازم است.
ویتامین آ در زخم‌های پوست، جوش‌ها و سایر عوارض پوستی چون دارویی، اثری درمانی داشته و کمبود آن موجب دیر درمان شدن زخم می‌شود.
ویتامین آ برای فعالیت مویرگ‌ها و حفظ جدار آن‌ها لازم بوده و در عوارض قلبی عروقی یا خونریزی‌های مغزی کمبود این ویتامین دیده می‌شود.
ویتامین آ در عوارض و صداهای گوش در دوران سالمندی موجب درمان و رفع آن عوارض شده و مصرف آن از به وجود آمدن این عوارض و صداهای مختلف در گوش جلوگیری می‌کند.
ویتامین آ در نگهداری از سلول‌های بدن و شادابی آن‌ها و جلوگیری از پیری زودرس تأثیر شایسته‌ای دارد و امروز در درمان‌های ژرونتولژی و جلوگیری از نابودی و مرگ اعضای بدن از ویتامین «آ» استفاده درمانی می‌شود.
ویتامین آ در بیماری‌های دستگاه تنفسی و سلول‌های مخاطی آن نقش درمانی داشته و کمبود آن موجب عوارض و آتروفی بافت‌های مخاطی بینی می‌گردد.
ویتامین آ در دوران بیماری‌ها و عفونت‌های مختلف در بدن، مقاومت بدن را زیاد و عوامل ضد بیماری را تقویت می‌کند و موجب رفع بیماری شده و به سلامت بدن کمک می‌کند.
ویتامین آ در رشد و نمو تأثیر دارد و برای کودکان جزو ضروریات حیاتی است و موجب فعالیت و نشاط آنان می‌شود.
ویتامین آ در درمان زگیل یا دانه‌های پوستی مؤثر است و به نظر می‌رسد کمبود این ویتامین موجب بروز این دانه‌ها یا زگیل در سطح پوست می‌شود.
ویتامین آ در درمان اگزما یا خارش شدید پوستی مؤثر است.
مصرف بیش از حد ویتامین آ شامل اختلالات بینایی، کم اشتهایی، ریزش مو، سردرد و حساسیت به نور خورشید است.
ویتامین A در شیر پاستوریزه نیز وجود دارد.
مصرف یک فنجان آب هویج در روز، نیاز روزانه به ویتامین آ را تا حدودی بر طرف می‌سازد.

## منابع ویتامین آ

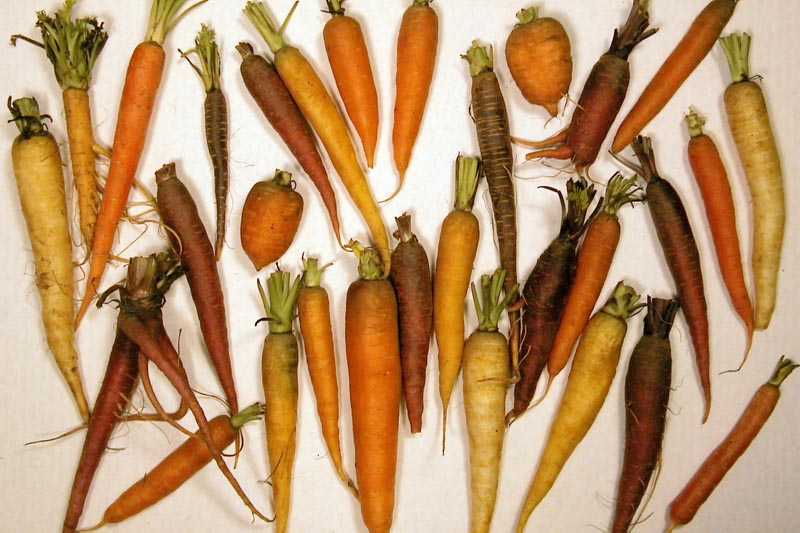

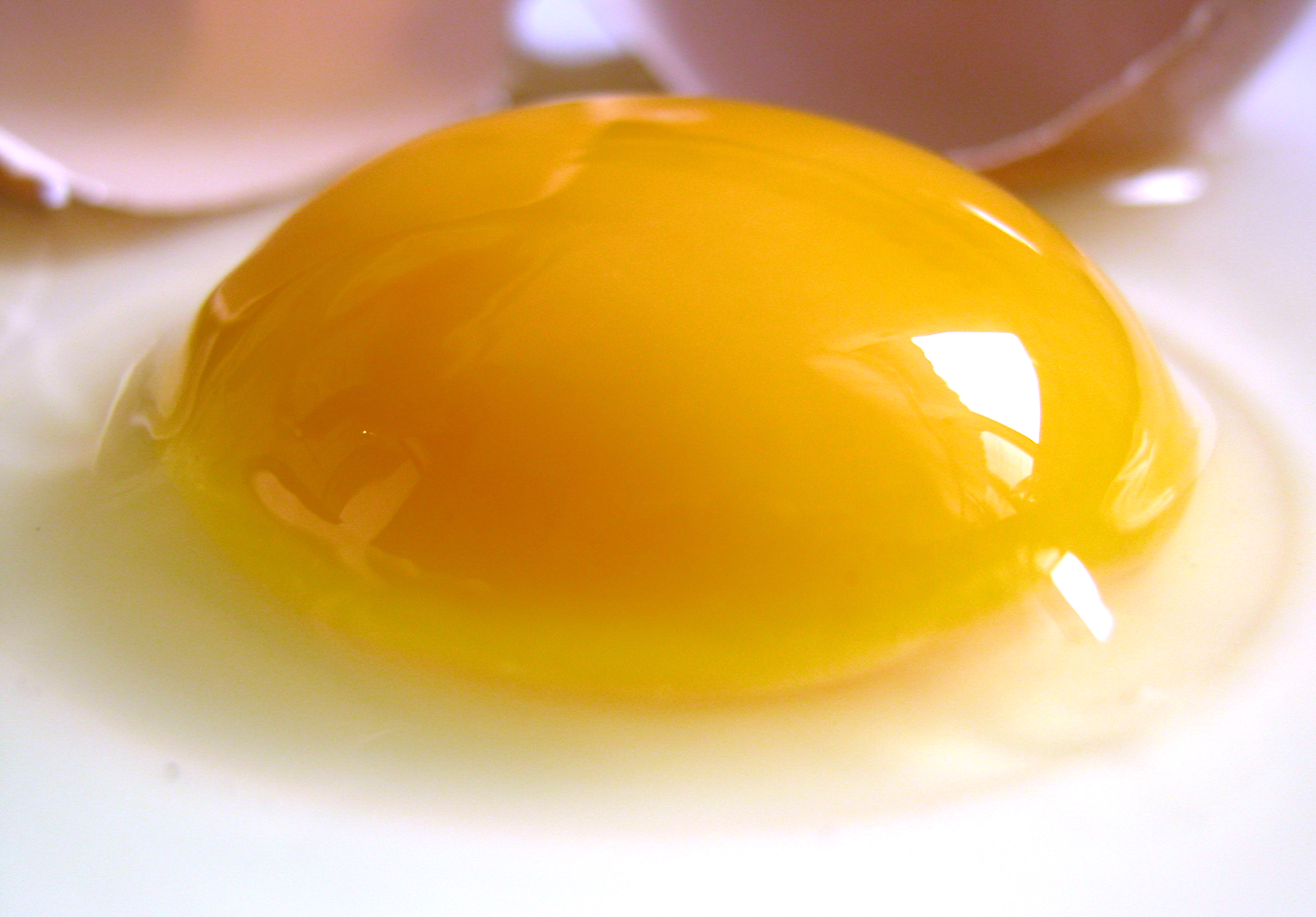